# أندريه كامينسكي
أندريه كامينسكي André Kaminski (ولد في 13 مايو 1923 في جنيف - ومات في 12 يناير 1991 في زيورخ) هو أديب سويسري.

## حياته
كان أبوه طبيبا نفسيا ذا أصل بولندي يهودي. نشأ في زيورخ ودرس التاريخ في جامعات جنيف وزيورخ. حصل على درجة الدكتوراه في عام 1947 في زيورخ عن دراسة حول تاريخ الكنيسة, حصل بعدها في التدريس بالجامعة. لكنه تخلى عن التدريس في الجامعة عام 1950 ورحل إلى بولندا حاملا اقتناعا بالمبادئ الاشتراكية.
عمل كامينسكي في بولندا بصفة خاصة منتجا ومديرا مسرحيا, وألف العديد من المسرحيات وكتب سيناريوهات عدة باللغة البولندية. وعمل لفترة مراسلا صحفيا في المغرب والجزائر. سحبت منه الجنسية البولندية عام 1968, فذهب إلى إسرائيل, غير أنه عاد في عام 1969 إلى سويسرا. وهناك عاش في زيورخ وعمل للتلفزيون السويسري. وكانت أعماله القصصية الصادرة بعد عام 1983 القوية والمصطبغة بصبغة ذاتية والمكتوبة باللغة الألمانية, قد اكتسبت نجاحا جماهيريا كبيرا, ومكنته منذ عام 1986 من عيش حياة رغدة.
حصل كامينسكي في عام 1987 على جائزة مارا كاسينس Mara-Cassens-Preis.

## من أعماله
- خطأ أرشميدس 1970
- ملعونة هذه الأرض 1970
- العام القادم في أورشليم 1986
- شالوم على الجميع 1987

## روابط خارجية
- أندريه كامينسكي على موقع IMDb (الإنجليزية)
- أندريه كامينسكي على موقع مونزينجر (الألمانية)
- أندريه كامينسكي على موقع قاعدة بيانات الفيلم (الإنجليزية)